# Banda musicale della Marina Militare
La Banda musicale della Marina Militare è il corpo bandistico militare ufficiale della Marina Militare italiana.

## Storia
All’indomani dell’unificazione del Regno d’Italia nel 1861, i vertici militari avviarono un processo di razionalizzazione e riforma delle numerose fanfare presenti nei reggimenti dell’Esercito, nonché nelle diverse marine preunitarie — in particolare la Marina del Regno di Sardegna, la Real Marina del Regno delle Due Sicilie e la flotta dell’ex Repubblica di Venezia. Il progetto di riorganizzazione del settore musicale militare fu ispirato anche dall’opera del flautista e teorico musicale Emanuele Krakamp, promotore di un piano di riforma strutturale dell’organico e della formazione musicale nei corpi armati italiani. In questo contesto si svilupparono i primi complessi bandistici militari moderni, inquadrati nei rispettivi corpi d’armata. Tra essi, uno dei più antichi fu quello del Corpo di fanteria di Marina, le cui bande erano dislocate presso le principali basi navali del Paese — La Spezia, Taranto, La Maddalena — nonché presso il Comando delle Forze Navali. Ciascuna formazione era guidata da un Capo Musica con il grado di Capo di 1ª classe, affiancato da un Sotto Capo Musica con grado di Capo di 2ª classe.
Il riassetto definitivo del settore musicale navale fu sancito dalla legge n. 4510 del 3 dicembre 1878, relativa al riordinamento del personale della Regia Marina. Essa abolì il Corpo della Fanteria di Marina e istituì il Corpo Reale Equipaggi, prevedendo formalmente l’organizzazione delle bande musicali militari in due formazioni distinte, ciascuna dotata di un proprio organico strumentale differenziato, destinato a soddisfare le esigenze cerimoniali e operative della flotta. Fu in tale quadro normativo che, il 1º gennaio 1879, si costituì ufficialmente il Ruolo musicanti della Regia Marina, segnando la nascita di un corpo musicale autonomo. Il primo nucleo bandistico fu composto da un piccolo organico imbarcato sull’unità ammiraglia, con musicisti provenienti prevalentemente dalla disciolta Marina borbonica, compreso il primo direttore. La sede principale fu fissata presso l’Alto Comando della Marina a La Spezia, da cui dipendevano le formazioni principali. La direzione delle bande fu affidata rispettivamente a un Capo Musica con grado di Capo di 1ª classe e, per le formazioni secondarie, a un Sotto Capo Musica con grado di Capo di 2ª classe. Queste formazioni erano costituite dai musicanti già in servizio nelle fanfare imbarcate, ora riorganizzate in maniera sistematica e gerarchicamente strutturata.
Il primo maestro a dirigere la nuova formazione fu Sebastiano Matacena, nato a Caserta il 1º agosto 1854. Dopo aver completato gli studi musicali, si arruolò volontariamente nel Regio Esercito il 3 febbraio 1874 come musicante presso la banda del 1º Reggimento "Granatieri di Sardegna". Nel 1877 vinse il concorso per Capo Musica della Banda dei Regi Equipaggi presso La Spezia, iniziando il servizio ufficiale il 22 gennaio 1877. Il 26 novembre 1879, dopo la messa in congedo ad agosto del predecessore Sayno, vinse il concorso come Capo Musica della nuova banda istituita presso l’Alto Comando. Resosi conto dell’insufficienza dell’organico per sostenere le esecuzioni musicali, Matacena unificò le fanfare imbarcate in una sola grande formazione, fondando così la Banda dei Regi Equipaggi. Il 25 maggio 1901, con decreto ministeriale n. 522, Matacena fu promosso al grado di sottotenente del Corpo Reale Equipaggi, diventando il primo ufficiale della categoria musicanti nella Regia Marina. La banda assunse ufficialmente il nome di Banda del Corpo Musicale della Regia Marina e fu composta da oltre 90 elementi, selezionati dalle varie fanfare. Diretta dallo stesso Matacena, eseguì celebri concerti in tutta Italia, incise dischi con la Fonotipia di Milano ed eseguì la Marcia della Marina, da lui composta, oggi marcia d’ordinanza della forza armata. Posto in congedo il 29 agosto 1911, concluse la sua carriera militare il 30 settembre successivo con il titolo di Cittadino Onorario di La Spezia. Morì nella stessa città il 19 giugno 1942.
Dopo il congedo di Matacena, nel 1913 la direzione della Banda dei Regi Equipaggi fu affidata al maestro Alessandro Vessella, su proposta del Ministero della Marina e con decreto regio. Vessella, celebre compositore e riformatore del mondo bandistico, ricevette il grado di capitano e fu l’unico ufficiale della categoria musicanti ad accedere a tale rango. Introdusse una nuova concezione orchestrale, con un organico detto vesselliano, composto da 102 strumentisti. Nel 1920, lasciò l’incarico per assumere altri impegni di prestigio, e lo Stato Maggiore della Regia Marina bandì un nuovo concorso nazionale.
Il concorso fu vinto dal giovane maestro Pietro Carlo Aghemo, il quale assunse la direzione della banda a partire dal 1º settembre e la trasformò in un complesso musicale di assoluto livello. Aghemo ampliò l’organico introducendo strumenti a corda (violoncelli, arpe, contrabbassi), a fiato (fagotti) e a percussione, oltre al pianoforte. Curò personalmente le orchestrazioni di opere di Ludwig van Beethoven, Wolfgang Amadeus Mozart, Richard Wagner, Georges Bizet, Gioachino Rossini, Giuseppe Verdi, Giacomo Puccini, Franz Liszt e altri. Le esecuzioni furono eseguite nei più importanti teatri italiani: Regio di Torino, La Scala di Milano, Abeliano di Bari, Augusteo di Napoli e furono accolte con entusiasmo da pubblico e critica. Alla Fiera espositiva di Parigi, Aghemo ricevette un premio dal Ministro della Marina e dal Presidente della Repubblica Francese. I musicologi Andrea Della Corte e Raffaello De Risis ne sottolinearono il valore artistico, così come i giornali dell’epoca, tra cui il Corriere della Sera. Con la sua direzione, la banda registrò per varie etichette dischi contenenti la Sinfonia n. 3 e la Sinfonia n. 5 di Beethoven, la Carmen di Bizet, La Bohème di Puccini, Otello, Rigoletto e il Requiem di Verdi, nonché poemi sinfonici di Richard Strauss e Ottorino Respighi, come I pini di Roma e Le fontane di Roma.
Dal dicembre 1964 la banda fu trasferita a Taranto, dove, con sede presso il Castello Aragonese, assunse la denominazione di Corpo Musicale della Marina Militare. Il 12 dicembre, la direzione fu affidata al maestro Vittorio Manente, nato a Catania il 14 gennaio 1913, entrato nella Regia Marina nel 1933 come clarinettista. Manente, vincitore del concorso nazionale nel 1964, ricostituì la banda selezionando i migliori musicisti provenienti dalle varie fanfare navali e ne rafforzò l’organico, portandolo a oltre cento elementi. Durante la sua direzione, Manente ristrutturò l’archivio musicale andato distrutto durante il bombardamento dell’Arsenale nel 1941, realizzando 186 trascrizioni di opere celebri e numerose composizioni originali, tra cui marce militari, brani sinfonici e pastorali natalizie ispirate alla tradizione tarantina. Compose anche La voce della guerra, brano richiesto da Nino Rota per la colonna sonora del film Waterloo (1970). Concluse il servizio il 12 marzo 1983 e morì a Taranto il 9 ottobre 2020. 
Tra il 1965 e il 1991 la Banda fu posta alle dipendenze del Dipartimento militare marittimo di Taranto, per poi essere trasferita a Roma, dove ha attualmente sede, ed assumere l'attuale denominazione di Banda musicale della Marina Militare.

## Repertorio
Il repertorio della banda comprende una vasta gamma di generi musicali: dalle tradizionali marce militari alla musica originale per banda, dalla musica classica, lirica e sinfonica a quella leggera, jazz, pop e rock. La qualità del suono, la versatilità degli orchestrali e l’apertura verso ogni genere musicale hanno contribuito a fare della banda un punto di riferimento nel panorama nazionale e internazionale dei complessi bandistici militari.

## Attività istituzionale e tournée internazionali
La Banda musicale della Marina Militare è frequentemente impegnata in attività istituzionali sia in Italia sia all’estero, dove ha riscosso largo consenso da parte del pubblico e della critica.
Tra le principali tournée internazionali si segnalano:
- 2024: Tokyo, in occasione della tappa giapponese del tour mondiale della nave scuola Amerigo Vespucci;
- 2019: Lourdes, in occasione del 63º Pellegrinaggio Militare Internazionale;
- 2011: Ystad, per il Military Tattoo svedese;
- 2010: Madrid, con una serie di concerti istituzionali;
- 2001 e 2009: Mons, presso il Comando Supremo della NATO;
- 2003 e 2006: New York, per le celebrazioni del Columbus Day;
- 2002: Auckland, in occasione della Louis Vuitton Cup, legata alla Coppa America;
- 2002: El Alamein e Alessandria, per commemorazioni storiche.

Altre partecipazioni si sono svolte in Kiel e Amburgo (Germania), Vienna e Sankt Pölten (Austria).

## Principali palcoscenici nazionali
La banda si è esibita nei più prestigiosi teatri italiani, tra cui:
- Teatro alla Scala, Auditorium di Milano, Teatro Dal Verme (Milano);
- Accademia Nazionale di Santa Cecilia – Auditorium Parco della Musica “Ennio Morricone”, Teatro dell’Opera di Roma, Auditorium Conciliazione, Terme di Caracalla, Conservatorio di Santa Cecilia (Roma);
- Teatro di San Carlo (Napoli);
- Teatro Regio e Auditorium Niccolò Paganini (Parma);
- Teatro Carlo Felice (Genova);
- Teatro Verdi (Trieste);
- Teatro Petruzzelli (Bari);
- Teatro Massimo Bellini (Catania);
- Teatro La Fenice (Venezia).[5]

## Discografia e riconoscimenti
La Banda musicale ha partecipato a numerose trasmissioni radio-televisive, tra cui, nel 2021, l’apertura della serata finale del Festival di Sanremo.
La produzione discografica comprende:
- DVD dei concerti del Festival Internazionale delle Bande Militari di Modena (2005 e 2010);
- DVD dello Ystad International Military Tattoo (2011);
- CD Inno della Marina Mercantile Italiana (Italian Shipping Academy);
- CD tematici: Mozart New Look, Banda all’opera, Terre Lontane, Avanti Tutta, Inni e Marce.

Nel 2004 il complesso è stato insignito del titolo di Cavaliere di Pace dal Centro Internazionale per la Pace fra i Popoli di Assisi, per il proprio impegno sociale e umanitario.
Nel 2010 ha partecipato al progetto discografico e audiovisivo The Man with the Mac, realizzato per sostenere i bambini di Haiti colpiti dal terremoto del 12 gennaio.

## Organico
La Banda musicale è composta da:
- un maestro direttore;
- un maestro vicedirettore;
- 102 orchestrali;
- un archivista.

Tutti i membri sono militari in servizio permanente effettivo, arruolati tramite concorsi pubblici per titoli ed esami, e provenienti dai Conservatori e Istituti superiori di studi musicali italiani. Alle attività logistiche e amministrative provvede un nucleo di supporto composto da circa venti militari.

### Direttori
La Banda musicale è attualmente comandata dal capitano di fregata Aniello Grasso e diretta dal capitano di vascello maestro Antonio Barbagallo, in carica dall'ottobre 2000. Di seguito, l'elenco (incompleto) dei maestri direttori.
| Incarico                        | Nome del direttore  | Periodo                            | Note |
| ------------------------------- | ------------------- | ---------------------------------- | --- |
| Capo Musica                     | Tommaso Mario       | 1876 – 18??                        | Primo direttore della banda imbarcata; compose nel 1880 la marcia La Ritirata, poi divenuta marcia d’ordinanza della Regia Marina.                                          |
| Capo Musica (Capo di 1ª classe) | ? Sayno             | 18?? – agosto 1879                 | Predecessore di Matacena; guidò la banda del Corpo di Fanteria di Marina a La Spezia nella fase di transizione tra le fanfare di bordo e la banda organica.                 |
| –                               | ?                   | ? – ?                              | ? |
| Maestro Direttore               | Sebastiano Matacena | 26 novembre 1879 – 29 agosto 1911  | Primo direttore stabile del corpo musicale; compose la Marcia della Marina, oggi marcia d’ordinanza della Marina Militare.                                                  |
| –                               | ?                   | ? – ?                              | ? |
| Maestro Direttore               | Alessandro Vessella | 1913 – 31 agosto 1920              | Nominato con decreto regio; riorganizzò la banda secondo il modello sinfonico vesselliano con 102 strumentisti; promosso capitano del Corpo Reale Equipaggi.                |
| Maestro Direttore               | Pietro Carlo Aghemo | 1º settembre 1920 – 1º luglio 1954 | Trasformò la banda in una vera orchestra militare; ampliò l’organico con archi, pianoforte, percussioni; ottenne fama internazionale.                                       |
| –                               | ?                   | ? – ?                              | ? |
| Maestro Direttore               | Vittorio Manente    | 16 dicembre 1964 – 12 marzo 1983   | Riorganizzò la banda a Taranto; autore di oltre 200 trascrizioni; collaborò con Nino Rota alla colonna sonora di Waterloo; restaurò l’archivio musicale distrutto nel 1941. |
| Direttore facente funzioni      | Egidio Fazio        | 12 marzo 1983 – 1985               | Successe temporaneamente a Manente dopo il suo congedo. |
| Maestro Direttore               | Luigi Franco        | 1985 – maggio 1997                 | Condusse la banda nella fase successiva alla direzione Manente; mantenne le attività in preparazione alla nuova reggenza.                                                   |
| Maestro Direttore               | Massimo Martinelli  | maggio 1997 – 30 giugno 2000       | Vincitore di concorso; lasciò l’incarico per dirigere la Banda musicale dell'Arma dei Carabinieri.                                                                          |
| –                               | ?                   | ? – ?                              | ? |
| Maestro Direttore               | Antonio Barbagallo  | ottobre 2000 – in carica           | Ha diretto la banda in tournée nazionali e internazionali; attualmente in servizio con sede a Roma.                                                                         |